# 三重県道103号四日市鈴鹿線
三重県道103号四日市鈴鹿線（みえけんどう103ごう よっかいちすずかせん）は、三重県四日市市から鈴鹿市に至る一般県道である。

## 概要
四日市市大治田（おばた）1丁目から鈴鹿市神戸（かんべ）1丁目に至る。
昔は、大治田から、三重県道8号四日市鈴鹿環状線の終点・北玉垣町交差点までを、国道23号として使用されていた。
1975年（昭和50年）9月20日に国道23号の大里町交差点（四日市市）から北玉垣町交差点（鈴鹿市）までの四日市鈴鹿バイパスが開通したことに伴い、1976年（昭和51年）4月1日から一般県道として使用されている。地元では、その時の名残からか「旧23号」と呼ばれている。
大治田一交差点から市役所前交差点（鈴鹿市）までの区間を三重県道103号四日市鈴鹿線とし、市役所前交差点から北玉垣町交差点までの区間は三重県道8号四日市鈴鹿環状線として供用されている。

### 路線データ
- 起点：四日市市大治田1丁目（大治田一交差点、国道1号・国道25号交点）
- 終点：鈴鹿市神戸（かんべ）1丁目（鈴鹿市役所前交差点、三重県道8号四日市鈴鹿環状線交点）
- 総延長：6,021 m

## 路線状況

### 別名
- 伊勢街道（四日市市、鈴鹿市）
- 伊勢参宮街道（四日市市、鈴鹿市）
- 参宮街道（四日市市、鈴鹿市）
- 旧国道23号（四日市市、鈴鹿市）

### 道路施設

#### 橋梁
- 河原田橋（内部川、四日市市）
- 鈴鹿橋（鈴鹿川、鈴鹿市）

## 地理

### 通過する自治体
- 三重県
  - 四日市市 - 鈴鹿市

### 交差する道路
| 交差する道路                | 市町村名 | 交差する場所          | 交差する場所              |
| --------------------------- | -------- | --------------------- | ------------------------- |
| 国道1号 国道25号            | 四日市市 | 大治田（おばた）1丁目 | 大治田一交差点 / 起点     |
| 三重県道631号采女大治田線   | 四日市市 | 大治田3丁目           | 河原田橋北詰交差点        |
| 三重県道502号楠河原田線     | 四日市市 | 河原田町              | 河原田交差点              |
| 三重県道506号鈴鹿港線       | 鈴鹿市   | 一ノ宮町              | 一ノ宮町西交差点          |
| 三重県道635号南堀江須賀線   | 鈴鹿市   | 須賀3丁目             | 須賀三丁目交差点          |
| 三重県道8号四日市鈴鹿環状線 | 鈴鹿市   | 神戸（かんべ）1丁目   | 鈴鹿市役所前交差点 / 終点 |

### 交差する鉄道
- 関西本線
- 近鉄鈴鹿線

### 沿線
- 四日市市立河原田小学校
- 三重県立四日市農芸高等学校
- JR東海関西本線・伊勢鉄道伊勢線 河原田駅
- 鈴鹿川
- 近鉄鈴鹿線 鈴鹿市駅
- 鈴鹿市役所